# Moldaeroservice
Moldaeroservice(몰데로 서비스)는 몰도바의 국영 주요 항공사 및 공항 운영업체이다.

## 배경
Moldaeroservice는1966년 벌치에서 설립되어 약 500명의 직원이 고용된 몰도바 최대의 항공 기업 중 하나로 성장하였으며, 1996년에 현재의 이름으로 개편되었다. 자체 항공기와 헬리콥터를 사용하여 몰도바 및 해외 영공에서 비행하는 항공 서비스, 공항 운영 서비스를 제공하며 항공 교통 서비스 역시 제공한다.